# Omer Yankelevich
Omer Yankelevich (Hebreeuws: עוֹמֶר יַנְקֵלֵבִיץ׳) (Tel Aviv, 25 mei 1978) is een Israëlische politica voor Blauw Wit in de Knesset.
Yankelevich is geboren in Tel Aviv en ging naar de Takhkemoni School in Rehovot en de Bat-Zion high school in Jeruzalem. Ze is charedisch en woont met haar man Yaron en vijf kinderen in Beit Shemesh. Ze spreekt Hebreeuws, Engels en Russisch.
In 2019 kandideerde zij zich als kandidaat voor Hosen L'Yisrael op aanraden van partijleider Benny Gantz en zij werd verkozen in de 21e Knesset. In het Kabinet-Netanyahu V is zij sinds 17 mei 2020 minister van Diaspora-zaken.